# Andhika Anhar
Andhika Anhar (* 28. November 1989 in Bogor) ist ein indonesischer Badmintonspieler. 

## Karriere
Andhika Anhar wurde 2008 Dritter bei den Indonesia International. Bei den Vietnam Open 2010 und dem Indonesia Open Grand Prix Gold 2010 stand er im Viertelfinale. Ins Halbfinale schaffte er es bei den Vietnam International 2011, dem Smiling Fish 2011 und den Vietnam International 2012. 2011 belegte er Rang zwei bei den Malaysia International und gewann die Indonesia International. 2012 siegte er bei den Victoria International.